# 古森多斯-德洛斯奥特罗斯
古森多斯-德洛斯奥特罗斯（西班牙語：Gusendos de los Oteros）是西班牙卡斯蒂利亚-莱昂莱昂省的一个市镇。 总面积25平方公里，总人口192人（001年），人口密度8人/平方公里。